# Poziomy organizacji żywej materii

Poziomy organizacji żywej materii

W przyrodzie ożywionej wyróżnia się różne poziomy organizacji materii, od pojedynczej komórki, poprzez kolonię, tkankę, organizm, aż do biosfery. Kolejne poziomy są przedmiotem zainteresowania różnych dziedzin nauki.

## Poziomy
W strukturze organizacyjnej żywej materii wyróżniamy trzy poziomy:
1. Poziom molekularny, w skład którego wchodzą:
  - komórka
  - struktury komórkowe
  - Nauki dotyczące tego poziomu:
    - cytologia
    - biochemia
    - biologia molekularna
2. Poziom organizmalny, w skład którego wchodzą:
  - tkanki
  - narządy (u roślin organy)
  - układy narządów (u roślin systemy)
  - organizm
  - Nauki dotyczące tego poziomu:
    - embriologia
    - fizjologia
    - anatomia
    - histologia
3. Poziom ponadorganizmalny, w skład którego wchodzą:
  - populacje
  - biocenozy
  - ekosystemy
  - biosfera
  - Nauki dotyczące tego poziomu:
    - ekologia
    - biogeografia
    - systematyka

Płaszczyzną zainteresowania ekologii są wszystkie poziomy powyżej pojedynczego osobnika, niezależnie czy jest to jednokomórkowiec, czy organizm wielokomórkowy.
Większość organizmów na Ziemi żyje otoczona innymi organizmami, wchodząc z nimi w najrozmaitsze interakcje. Jeśli zatem za podstawową jednostkę organizacji przyjmiemy pojedynczą istotę żywą, to każdy wyższy poziom organizacji składa się z większej od 1 liczby osobników. W ten sposób już dwa osobniki mogą tworzyć rodzinę, kilka stado lub grupę rodzinną itp. Najprostszym przykładem ekosystemu jest związek między jednym producentem (np. bakterii autotroficznej) i jednym destruentem (np. bakterii heterotroficznej). Taka organizacja realizowałaby proces produkcji i dekompozycji materii organicznej w oparciu o czerpaną ze środowiska energię i pierwiastki pobierane, a następnie oddawane do środowiska, a zatem spełniałby podstawowe założenia ekosystemu.
Największym poziomem organizacji życia jest biosfera, obejmująca wszystkie obszary, na których występują żywe istoty. Z chwilą, gdy człowiek odkryje życie we Wszechświecie, biosfera rozciągnie się również na tamte obszary.
Przez wiele ostatnich lat badano głównie poziom komórkowy i organizmalny, a dziś ze względu na wiele chorób występujących w nowoczesnym świecie, których przyczyną jest środowisko społeczne i emocjonalna więź międzyludzka, zajęto się poziomem ponadorganizmalnym. 
Z punktu widzenia ekologii podstawowymi poziomami organizacji są:
osobnik
populacja
biocenoza
ekosystem
biosfera
W obrębie tych jednostek ekologicznych mogą egzystować mniejsze zespoły, wyróżniające na podstawie innych kryteriów: etologicznych (np. rodzina, stado), fitosocjologicznych (zespół roślinności) czy mikrobiologicznych (kolonia bakteryjna).